# Беглый раб
«Бе́глый раб» — гипсовая станковая группа русского скульптора Владимира Беклемишева, его первое крупное произведение, исполненное в 1891 году в Италии.

## Создание
«Беглый раб» — скульптурная группа, выполненная в натуральную величину из тонированного под бронзу гипса, созданная скульптором В. А. Беклемишевым в 1891 году в Италии. Вместе с другими работами скульптора «Беглый раб» был представлен в Императорской Академии художеств в 1892 году. Беклемишев был удостоен звания академика. Предполагают[кто?], что данная скульптурная группа была создана по мотивам романа «Хижина дяди Тома» Гарриет Бичер-Стоу.

## Выставки
В 1893 году скульптура представляла русское искусство на Всемирной выставке в Чикаго, посвящённой 400-летию открытия Америки Христофором Колумбом. После выставки «Беглый раб» вернулся в Академию художеств. Долгое время скульптура являлась личной собственностью Беклемишева, подарившего её Музею Академии художеств в 1918 году.
В 1930 году скульптурная группа была передана в Государственный музей Революции, организованный в Зимнем дворце. После Великой Отечественной войны музей Революции получил собственное здание — особняк М. Ф. Кшесинской, куда должен был быть перемещён и «Беглый раб». Однако скульптура затерялась и долгое время считалась утраченной.

## Обнаружение
26 апреля 2010 года во время установки электрощита на площадке второго этажа Церковной лестницы в Восточной галерее Зимнего дворца электромонтажниками Михаилом Смирновым и Алексеем Кукурудзой при удалении двух кирпичей из кладки была обнаружена рука, а в дальнейшем и вся скульптурная группа, изображающая мужчину и мальчика. Рядом были обнаружены старый календарь и обрывки газеты. На обороте календаря были фамилии и дата — 22 февраля 1947 года.
Позже исследователи установили, что «Беглый раб» был замурован рабочими с целью сохранения скульптурной группы, так как та находилась в плачевном состоянии. Для приведения памятника в экспозиционное состояние потребовалась длительная реставрация.
14 октября 2011 года скульптура «Беглый раб» вернулась в экспозицию Эрмитажа. Скульптурная группа была обнаружена к 150-летию со дня рождения В. А. Беклемишева.